# Glăvile
Glăvile es una comuna ubicada en el distrito Vâlcea, Rumania.

## Superficie
Posee una superficie de 50,05 kilómetros cuadrados.

## Demografía
Hasta 2021 la población era de 1514 habitantes, con una densidad de población de 30,25 habitantes por kilómetro cuadrado.